# Zenon Barreto
Zenon da Cunha Mendes Barreto (Sobral, 31 de dezembro de 1918 — Fortaleza, 18 de janeiro de 2002) foi um pintor, desenhista, gravador, escultor, cenografista e ilustrador brasileiro.

## Biografia
Em 1949, chegou em Fortaleza e ingressou na Sociedade Cearense de Artes Plásticas (SCAP) como aluno do Curso Livre de Desenho e Pintura e em alguns meses, Zenon já estava ilustrando as páginas da revista Croquis e da revista do grupo CLÃ. Nessa época, participou e foi premiado em diversos eventos: Salão de Abril, Salão de Arte Moderna, Bienal Internacional de São Paulo, Panorama de Arte Atual Brasileira e Salão de Artes Plásticas do Rio Grande do Sul, dentre outros.
Zenon ministrou cursos de desenho, atuou como cenógrafo e figurinista em peças encenadas no Theatro José de Alencar, em 1950, coordenou a restauração da Casa de José de Alencar, e publicou os álbuns Dez Figuras do Nordeste, documentário com xilogravuras de arquétipos humanos nordestinos com poemas de cordelistas cearenses e prefácio de Câmara Cascudo, e Ritos, Danças e Folguedos do Nordeste, documentário com xilogravuras prefaciado pelo poeta cearense Patativa do Assaré.

## Legado
No cenário nacional, Zenon Barreto tornou-se uma referência cearense nas artes plásticas. No Museu de Arte da UFC (MAUC), Zenon está representado com 20 obras no conjunto museológico, além do painel externo “Jangadas”. Em 2018, o MAUC homenageia Zenon Barreto, trazendo novamente a público a escultura “Cristo”, de cobre-bronze-ferro, feita em 1965 para a nova sede do museu.

## Galeria
Possui obras no Museu Nacional de Belas Artes (RJ), Palácio da Abolição (CE), Museu de Arte da UFC (MAUC) (CE), Universidade de Fortaleza, sede do Banco do Nordeste, Embaixada do Brasil em Londres, entre outros. É coautor do grande vitral do Instituto de Arte Contemporânea da Fundação Armando Álvares Penteado (SP). Possui diversas esculturas em logradouros de Fortaleza (CE), sendo a mais famosa a que retrata a figura de “Iracema”, personagem do romance de José de Alencar, encravada na praia do mesmo nome.

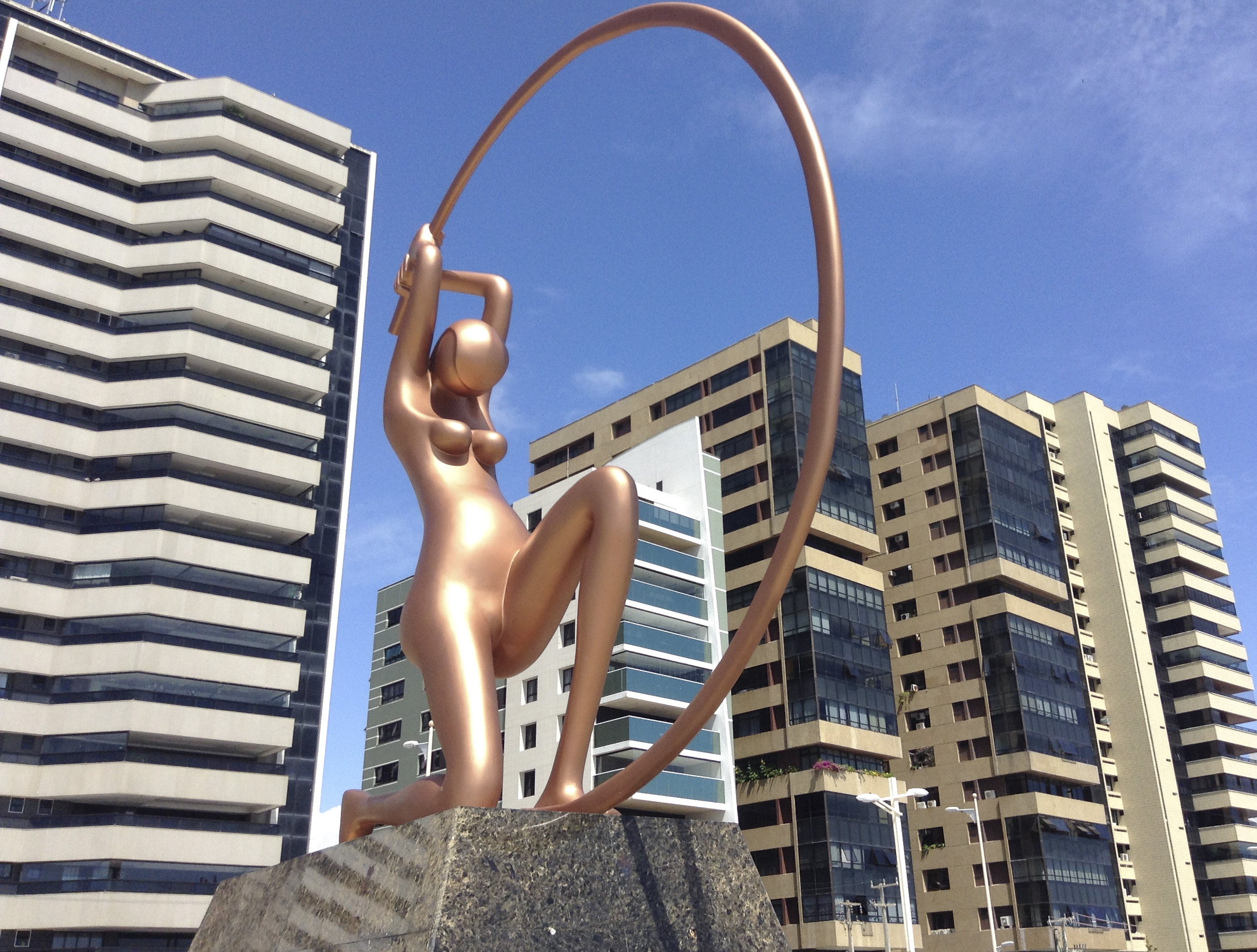
Estátua "Iracema, a Guardiã"[6], construída em 1996, é uma das duas estátuas de Iracema presentes na praia de mesmo nome. Mostra a heroína segurando um grande arco em posição de batalha.
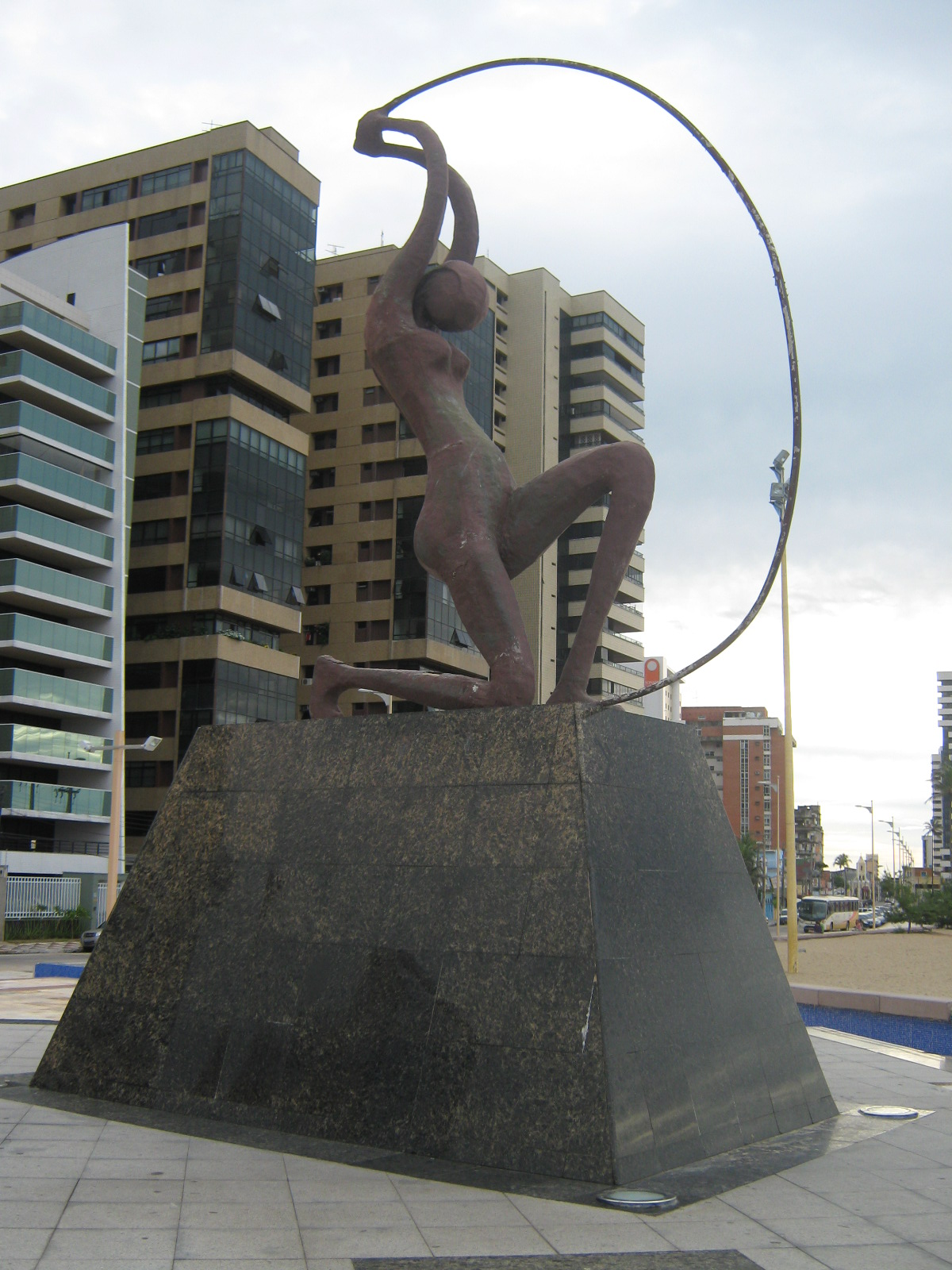
É uma das duas estátuas de Iracema.